# Даугава (стадион, Лиепая)
Стадион «Да́угава» (латыш. Daugavas stadions) — футбольный стадион в латвийском городе Лиепая, Приморский парк, 3. Вмещает 4022 зрителей.

## История
Построен и открыт в 1925 году. До 1934 года назывался «Стадион рабочих», с 1934 по 1990 назывался «Городским стадионом». С 1990 года называется «Даугавой».
Имеется запасное поле с трибунами на 656 зрителей.

## Предназначение
Является домашней ареной футбольного клуба «Лиепая». В 1992 году на стадионе прошли игры футбольного Кубка Балтии.